# Ørslevkloster Sø
Ørslevkloster Sø er en brakvandssø beliggende i Ørslevkloster Sogn, Skive Kommune, ved vestsiden af den nordlige del af Hjarbæk Fjord, omkring 1 km vest for Virksund. Søen er en del af et tidligere sund, der frem til omkring 800 f.kr. forbandt Hjarbæk Fjord med Lovns Bredning mod nord i Limfjorden, parallelt med Virk Sund; der har under landhævningen været to søer mere som rester af sundet: Torsholm Sø og Nørresø, men de er nu udtørret. Søen , der er privatejet, hørte oprindelig til Ørslev Kloster, der ligger et par kilometer mod vest.
Søen er en del af Natura 2000 nr. område 30 Lovns Bredning, Hjarbæk Fjord og Skals Ådal og beskyttet både som EF-habitatområde og fuglebeskyttelsesområde. En ulovlig udgravning af afløbet i 2004 medførte en større indtrængning af saltvand fra fjorden, hvilket har forringet miljøtilstanden markant .
Fiskeriet
Ørslevkloster sø er en sø med mange forskellige fiskearter. I søen findes der arborre, gedder, rudskaller, gråskaller, suder, brassen, helt, ørreder, skrubber og ål. I søen er der især en stor bestand af arborre, skaller og brassen og det gør det derfor forholdsvis nemt at fange dem. For at fiske i søen skal der købes dagkort og det kan købes hos virksundcamping.

## Eksterne kilder og henvisninger
1. ↑  Om naturplanen Arkiveret 9. januar 2012 hos  Wayback Machine på Naturstyrelsens websted
2. ↑  Om Ørslevkloster Sø (Webside ikke længere tilgængelig) på Skive Kommunes websted

- Danmarks Søer, Søerne i Nordjyllands og Viborg Amter, af Thorkild Høy m.fl. ISBN 87-7717-200-0

56°36′7.63″N 9°15′48.41″Ø / 56.6021194°N 9.2634472°Ø